# Losowanie systematyczne
Losowanie systematyczne – rodzaj losowania stosowany w eksperymentach naukowych. Polega ono na wyborze do próby elementów populacji oddalonych od siebie o stałą wartość k, zwaną interwałem losowania.
Stosując losowanie systematyczne, należy określić:
interwał losowania {\displaystyle k=N/n,}
gdzie:
{\displaystyle N} – liczebność populacji
{\displaystyle n} – żądana liczebność próby
- pierwszą jednostkę do próby, którą wybiera się losowo np. przy pomocy tablic losowych;
- te jednostki z operatu losowania, których numery są oddalone od pierwszej jednostki i każdej następnej o wartość interwału losowania {\displaystyle k;}
- jeśli interwał losowania nie jest liczbą całkowitą, to zaokrąglamy go zawsze w dół (bierzemy część całkowitą danej liczby)

## Zastosowanie
Stosując losowanie proste, bądź warstwowe należy znać liczbę jednostek, które na potrzeby losowania numeruje się, a następnie wybiera.
Przy bardzo dużej populacji generalnej, gdzie numerowanie każdej jednostki może być bardzo trudne, lub czasami niemożliwe (to znaczy: nie posiadamy operatu losowania), wygodnie jest stosować losowanie systematyczne.
Może to jednak prowadzić do trudnych do przewidzenia błędów. Na przykład może się okazać, że wybierając co dziesiątą osobę z książki telefonicznej trafimy na te same osoby, które wcześniej były wybierane tą samą metodą przez inną firmę badawczą. Poprzednie badanie mogło wpłynąć na postawy badanych i próba nie będzie reprezentatywna. Inne rodzaje losowania nie są podatne na ten typ błędu, gdyż dowolne dwa losowania (o ile nie są systematyczne) są niezależne.